# Cazzago Brabbia
Cazzago Brabbia est une commune italienne de la province de Varèse dans la région Lombardie en Italie.

## Toponyme
Appelé anciennement Cagazago, dérive du nom latin de personne Cacatius avec le suffixe -acu. 
La spécification est le nom d'un canal, appelé peut-être Barros: buisson.

## Géographie
Cazzago est située sur la rive sud du lac de Varèse.

## Administration
| Période                                  | Période  | Identité       | Étiquette | Qualité |
| ---------------------------------------- | -------- | -------------- | --------- | ------- |
| 8/6/2009                                 | En cours | Massimo Nicora |           | employé |
| Les données manquantes sont à compléter. |          |                |           |         |

### Hameaux
Torbiera di Cazzago, Cascina Costa, Bonze, Pizzo di Cazzago, Fornaci, Fosso di Mezzo

## Personnalité
- Giancarlo Giorgetti, député, ministre du Développement économique, ministre de l'Economie et des Finances